# Platystele misasiana
Platystele misasiana är en orkidéart som beskrevs av Pedro Ortiz Valdivieso. Platystele misasiana ingår i släktet Platystele och familjen orkidéer. Inga underarter finns listade i Catalogue of Life.